# Wilhelm Friedrich Ernst Bach
Wilhelm Friedrich Ernst Bach (Bückeburg, 1759 – Berlino, 1845) è stato un compositore e organista tedesco.
Figlio di Johann Christoph Friedrich, e nipote di Johann Sebastian, fu organista a Londra e Parigi e maestro di cappella e cembalista alla corte di Berlino.
È ricordato come autore di pregiati lieder.